# Großsteingrab Wiemelsberger Steine
Het Großsteingrab Wiemelsberger Steine (ook wel Ueffeln genoemd) is een neolithisch ganggraf met Sprockhoff-Nr. 897. Het megalitisch bouwwerk werd opgericht tussen 3500 en 2800 v. Chr. en wordt toegeschreven aan de Trechterbekercultuur. 
De Wiemelsberger Steine staat aan de noordrand van de Wiemelsberg in Ueffeln-Balkum, onderdeel van Bramsche in het Landkreis Osnabrück in Nedersaksen. Het bouwwerk is onderdeel van de Straße der Megalithkultur.

## Kenmerken
Het bouwwerk bestaat slechts uit een oost-west georiënteerde steenkamer, die goed behouden gebleven is. Alle 12 draagstenen en beide sluitstenen zijn in situ. Ook alle zes dekstenen zijn behouden gebleven, daarvan zijn nog vier in situ. Het bouwwerk is 10,5 meter lang en heeft een (in verhouding tot andere ganggraven) grote breedte, namelijk 3,3 meter. De ingang is ook nog te herkennen, deze ligt aan de zuidzijde met afgevlakte stenen en de resten van een dekheuvel. 
In 1807 werd het ganggraf afgegraven in opdracht van de graaf van Münster. Vondsten van de Trechterbekercultuur (kralen van barnsteen, keramiek en stenen werktuigen) worden in het Niedersächsisches Landesmuseum Hannover bewaard.

## Megalitische bouwwerken in de omgeving
In oude teksten wordt gesproken over een ander Großsteingrab in Büdenfelde bij het Ueffelner Friedhof (begraafplaats) dat nog tien draagstenen, zeven dekstenen en een dekheuvel bevatte. Ernst Sprockhoff kon niet bepalen of de 3,3 x 2,8 x 1,7 grote zwerfsteen die tegenwoordig bekend staat als Matthiesings Opferstein (offersteen) het overblijfsel is van dit vermeldde hunebed. De werkelijke plek van dit vernietigde hunebed werd in 1978 op 1,5 kilometer ten noorden van Ueffeln aangetroffen. Ongeveer 900 meter ten zuidwesten ligt in het akkerland (ten oosten van de straat naar Mettingen) de kleine steenkamer (Sprockhoff-Nr. 897), waarvan alleen een eindstuk overgebleven is.